# Cirrhilabrus cyanopleura
Cirrhilabrus cyanopleura is een  straalvinnige vissensoort uit de familie van de lipvissen (Labridae). De wetenschappelijke naam van de soort werd in 1851 gepubliceerd door Bleeker.
De soort staat op de Rode Lijst van de IUCN als Onzeker, beoordelingsjaar 2008. De omvang van de populatie is volgens de IUCN dalend.